# 관녕
관녕(管寧, 158년 ~ 241년)은 후한 말 ~ 삼국 시대 위나라의 인물로 자는 유안(幼安)이며 청주 북해국 주허현(朱虛縣) 사람이다. 제나라의 명신 관중의 후손으로, 전한의 연령(燕令) 관소경(管少卿)이 주허에 터잡은 이래로 대대로 주허에 살았다. 관녕은 관소경의 9세손이다.

## 생애
관녕은 16세 때 고아가 되어 힘들게 공부하였다. 조정의 부름이 여러 번 있었으나 관녕은 거절하였다.
후한 말 전란을 피해 요동 땅으로 도망쳤다.
공손도, 공손강, 공손공 3대에 걸쳐 사관을 권유하였으나 관녕은 평생 관직에 나가지 않았다.
죽을 때까지 관직에 나가지 않다가 241년에 84세의 나이로 죽었다.

## 고사
관녕은 조조의 신하였던 화흠과 어려서부터 친하게 지냈다. 관녕과 화흠이 함께 밭에서 호미질을 하다가 관녕이 금조각을 발견했다. 관녕은 그것을 기와조각처럼 거들떠보지도 않았고, 화흠은 그것을 주워서 던져버렸다.
관녕과 화흠이 함께 방에서 책을 읽는데 길가에 고관대작의 행차가 있었다. 관녕은 변함없이 책을 보는데, 화흠은 책을 덮고 나가서 구경했다. 관녕은 화흠과 자리를 떼어 놓고 “너는 내 친구가 아니다”라고 말했다.

## 가계

### 관련 인물
관이오

## 전기
- 황보밀, 《고사전》 권 하, 관녕
- 《삼국지》 권11, 〈위서〉11, 관녕전

## 같이 보기
- 삼국지 인물 목록